# Blood Circus
Blood Circus é uma banda Grunge que teve pouca duração. Surgiu em Seattle, Washington em 1988.
O primeiro lançamento da banda foi um single chamado Six Foot Under/Two Way Street em 1988, pela gravadora Sub Pop. O Nirvana e o Mudhoney, no começo da carreira, abriram shows dos Blood Circus no clube de shows Vogue, em Seattle, em 1988.
Em 1989 a banda lança seu primeiro e único álbum pela gravadora Sub Pop, um EP com cinco faixas chamado de Primal Rock Therapy, que, apesar de hoje ser reconhecido como um registro de marca e tempo, na época em que foi lançado, foi mal recebido pela crítica e ignorado pelo público. Isso contribuiu com a dissolução da banda em 1990, depois de uma turnê na Europa com a banda francesa Les Thugs. Ambas as bandas tocaram em São Francisco em Junho de 1989.
Eles se reuniram rapidamente em 1992, quando a Sub Pop relançou Primal Rock Therapy com 5 faixas adicionais, que não foram lançadas. O relançamento do álbum juntou quase todas as músicas lançadas pelo Blood Circus, exceto a música The Outback, onde pode ser encontrada na coletânea Sub Pop 200. A banda também apareceu brevemente no documentário Hype!, que fala da ascensão da cena de Seattle.
O Blood Circus retornou em 2007 apenas para um show de reunião na casa de shows Crocodile Cafe, em Seattle.

## Discografia

### Álbuns de estúdio
- Primal Rock Therapy (Sub Pop, 1989, EP. 1992, CD)

### Singles
- Two Way Street/Six Foot Under 7" (Sub Pop, 1988)

### Aparições em Coletâneas
- Sub Pop 200 ("The Outback") (Sub Pop, 1989)